# 포파얀올드필드쥐
포파얀올드필드쥐(Thomasomys popayanus)는 비단털쥐과에 속하는 설치류이다. 콜롬비아 남서부와 중서부의 안데스산맥 해발 1800~3200m 지역에서 발견된다. 파라모, 저산대 숲, 이차림에서 서식한다. 이전에는 황금올드필드쥐(T. aureus)의 아종으로 간주했다. 현재 이명으로 간주되는 T. nicefori (Thomas, 1921)는 앞으로 별개의 종으로 간주될 수도 있다. 종소명과 일반명은 콜롬비아 도시 포파얀의 이름에서 유래했다.